# Војислав Опсеница
Војислав Опсеница (Београд, 7. јул 1944 – Београд, 29. новембар 2008) био је српски и југословенски директор фотографије, камерман, редитељ и професор Факултета драмских уметности у Београду.

## Филмови
- Moj prijatelj Thomson (1975),
- Хроника паланачког гробља (1971)
- ТВ театар (1956)[1]